# Alexandre del Valle
Alexandre Del Valle (* 6. září 1969, Marseille) je francouzský politolog, publicista a novinář.

## Životopis
Je autorem mnoha knih, článků a vědeckých prací v oblasti mezinárodních vztahů a geopolitiky.

### Studie a profesní kariéra
Vystudoval vojenskou historii, historii politických institucí a obrany státu na univerzitě Montpellier 3 Paul-Valéry, na Institutu politických věd v Aix-en-Provence a na Institutu politických studií v Miláně.
Obhájil doktorskou práci na Univerzitě Montpellier 3 Paul-Valéry "Západ a Druhá dekolonizace: Indeginismus a islamismus od studené války až po současnost".
Alexandre Del Valle vyučuje geopolitiky a mezinárodní vztahy na Vysoké obchodní škole La Rochelle Business School (Francie).

### Publicista
Celkem Del Valle vydal sedm knih, ve kterých analyzoval vzestup radikálního islamismu, který nazval nový typ totalitarismu; západní civilizaci a krizi západní identity; geopolitiku Turecka a její kandidatuře do Evropské unie; stejně jako konflikt v Sýrii.
V jeho první knize "Islamismus a Spojené státy: spojenectví proti Evropě" (1997), Del Valle analyzuje podporu mudžahedínů ze strany USA během války v Afghánistánu (1979 - 1989) a roli Spojených států v užívání islamistů v boji proti SSSR.
Ve studii "Existuje umírněný islám?", Del Valle uvedl, že" jménem Práv člověka a svobody náboženských menšin povzbuzuje sekularizovaný a antiteokratický Západ expanzi dobyvatelského a teokratického náboženství na své vlastní půdě" Del Valle píše: "Západ se chová sebevražedně a nechává islamisty beztrestně šířit jejich propagandu, například ve Švýcarsku, v Anglii nebo Itálii. Islamisté jsou uznáváni jako reprezentanti islámu, což vede k tomu, že se islám dále radikalizuje. Jednoduše řečeno, muslimové jdou za islámem, který jim je prezentován.[...] Islamisté se nechtějí integrovat, chtějí svět islamizovat“
Del Valle tvrdí, že "Američané podněcují islámský radikalismus, snaží se vyvolat obavy v souvislosti s tureckým islamismem a zabránit „přirozenému spojenectví“ EU s Ruskem".
Alexandre Del Valle upozorňuje, že "se postkřesťanský Západ ani v jednom případě nesnažil ochraňovat sunnity utiskované křesťany v Egyptě, Nigérii nebo Súdánu. Navíc mocnosti NATO po roce 1990 nejednou vyslaly svá vojska proti proruským režimům. Pod znakem "solidarity" se "spojenci" z Perského zálivu a Organizace islámské konference ochraňovaly Bosnu a Hercegovinu, Kosovo, Kuvajt a libyjské a nyní i syrské islamisty".
V knize "Verdi, rossi, neri", nakl. Lindau 2009, Alexandre Del Valle poukazuje, že "protože rasistický neonacizmus, ultralevicový revoluční komunizmus, fondamentalistický islamizmus jsou de facto spojenci v zápase proti evropské demokracii".

## Dílo
- La Maronité politique, Le système confessionnel libanais et la guerre civile, IEP d'Aix-en-Provence, 1992 (mémoire).
- Statut légal des minorités religieuses en terres d'Islam, Faculté de droit d'Aix-en-Provence, 1993 (mémoire).
- La Théorie des élites, Faculté de Sciences politiques de Milan, 1993 (mémoire de DEA en histoire des doctrines politiques et des institutions politiques).
- Islamisme et États-Unis, une alliance contre l'Europe, L'Âge d'Homme, 1997 (ISBN 2-8251-1060-4). versions italienne et serbo-croate.
- Une idée certaine de la France (ouvr coll), Sous la direction d'Alain Griotteray, 1999, France-Empire, 1998.
- Guerres contre l'Europe : Bosnie, Kosovo, Tchétchénie, Les Syrtes, 2001 (ISBN 2-84545-045-1). (versions espagnoles, brésilienne, portugaise, italienne et serbo-croate).
- Quel avenir pour les Balkans après la guerre du Kosovo, Paneuropa/L'Age d'Homme, 2000.
- Le Totalitarisme islamiste à l'assaut des démocraties, Les Syrtes, 2002.
- La Turquie dans l'Europe : un cheval de Troie islamiste ?, Les Syrtes, 2004 (ISBN 2-84545-093-1).
- Le Dilemme turc, ou les vrais enjeux de la candidature d'Ankara avec Emmanuel Razavi, Les Syrtes (ISBN 2-84545-116-4).
- Frères musulmans. Dans l'ombre d'Al Qaeda, Jean-Cyrille Godefroy, 2005 (ISBN 2-86553-179-1), préface d'Emmanuel Razavi.
- Perché la Turchia non può entrare nell'Unione europea, Guerini ed Associati, Milan, 2009 (préface de Roberto de Mattei).
- I Rossi Neri, Verdi: la convergenza degli Estremi opposti, Lindau, 2009, Turin (préface Magdi Allam).
- Pourquoi on tue des chrétiens dans le monde aujourd'hui ? : La nouvelle christianophobie, Maxima Laurent du Mesnil 2011 (préface Denis Tillinac)
- Le complexe occidental : Petit traité de déculpabilisation, L'artilleur, Toucan Essais, 2014.
- Le Chaos syrien, printemps arabes et minorités face à l'islamisme, Dhow, 2014